# Margie Bright Matthews
Margie Bright Matthews (nascida em 10 de fevereiro de 1963) é uma política, membro democrata do Senado da Carolina do Sul, representando o 45º Distrito desde 2015, quando ganhou uma eleição especial para suceder a Clementa Pinckney, que foi morta num tiroteio na igreja de Charleston em 2015. Ela é advogada.